# Wake

Wakeöarnas inofficiella flagga

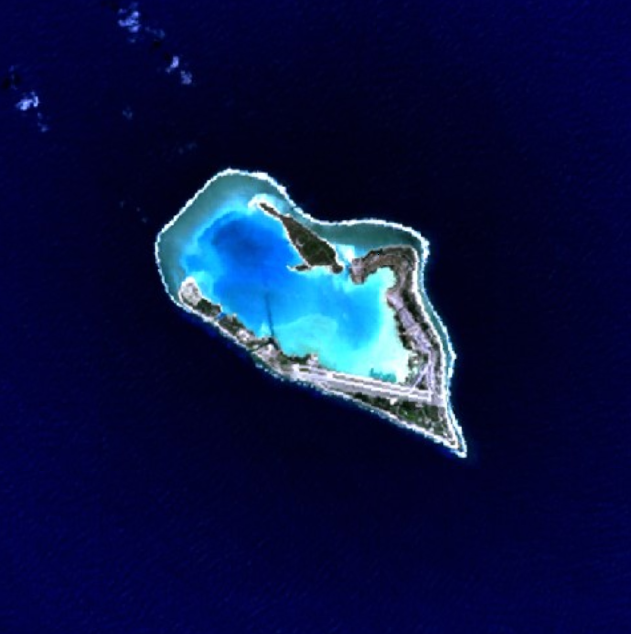
Wakeön

Wake eller Wakeöarna (engelska Wake Islands Territory) är ett område inom Förenta staternas mindre öar i Oceanien och Västindien och har tillhört USA sedan 17 januari 1899 utan att vara en införlivad del av hemlandet. Området ligger halvvägs mellan Hawaii och Nordmarianerna.

## Geografi
Öarna är en grupp korallöar i norra Stilla havet och har en area på 6,5 km² (motsvarar ungefär ön Ven) och den högsta höjden ligger på endast 6 m ö.h.. Den är obebodd och förvaltas direkt från USA genom U.S. Fish and Wildlife Service inom U.S. Department of the Interior och området är numera ett naturskyddsområde.

## Historia
Ön upptäcktes 2 oktober 1568 av kapten Álvaro de Mendaña de Neyra, Spanien.
Under andra världskriget intogs ön av japanerna den 23 december 1941 och togs tillbaka av amerikanska styrkor den 4 september 1945. 14 oktober 1950 hölls ett en dag långt möte mellan general Douglas MacArthur och president Harry S. Truman på ön. Man diskuterade Koreakriget som hade börjat fyra månader tidigare.

## Wake i populärkultur
Wakeöarna har länge varit en välkänd skådeplats inom den svenska spelserien Battlefield, då man har gjort flera multiplayerkartor baserade på öarna. Dessa multiplayerkartor kan man spela i Battlefield 1942, Battlefield 2, Battlefield 2142, Battlefield Heroes, Battlefield 1943, i expansionspaketet Back to Karkand till spelet Battlefield 3 samt i Battlefield V.